# Griechische Fußballnationalmannschaft (U-17-Juniorinnen)
Die griechische U-17-Fußballnationalmannschaft der Frauen repräsentiert Griechenland im internationalen Frauenfußball. Die Nationalmannschaft untersteht dem Elliniki Podosferiki Omospondia und wird seit Sommer 2022 von Giorgos Papakostas trainiert.
Die Mannschaft nimmt seit 2007 an der Qualifikation zur U-17-Europameisterschaft für Griechenland teil. Bislang ist es dem Team jedoch nie gelungen, sich für eine EM-Endrunde zu qualifizieren. Im Jahr 2014 erreichte die griechische U-17-Auswahl erstmals die zweite Qualifikationsrunde, 2022 scheiterte sie im entscheidenden Qualifikationsspiel nur knapp mit 0:1 an Dänemark.

## Turnierbilanz

### Weltmeisterschaft
| Jahr   | Gastgeber           | Platzierung        |
| ------ | ------------------- | ------------------ |
| 2008   | Neuseeland          | nicht qualifiziert |
| 2010   | Trinidad und Tobago | nicht qualifiziert |
| 2012   | Aserbaidschan       | nicht qualifiziert |
| 2014   | Costa Rica          | nicht qualifiziert |
| 2016   | Jordanien           | nicht qualifiziert |
| 2018   | Uruguay             | nicht qualifiziert |
| 2021 1 | Indien 1            | – 1                |
| 2022   | Indien              | nicht qualifiziert |

### Europameisterschaft
| Jahr   | Gastgeber               | Platzierung            |
| ------ | ----------------------- | ---------------------- |
| 2008   | Schweiz                 | 1. Qualifikationsrunde |
| 2009   | Schweiz                 | 1. Qualifikationsrunde |
| 2010   | Schweiz                 | 1. Qualifikationsrunde |
| 2011   | Schweiz                 | 1. Qualifikationsrunde |
| 2012   | Schweiz                 | 1. Qualifikationsrunde |
| 2013   | Schweiz                 | 1. Qualifikationsrunde |
| 2014   | England                 | 2. Qualifikationsrunde |
| 2015   | Island                  | 1. Qualifikationsrunde |
| 2016   | Belarus                 | 2. Qualifikationsrunde |
| 2017   | Tschechien              | 2. Qualifikationsrunde |
| 2018   | Litauen                 | 1. Qualifikationsrunde |
| 2019   | Bulgarien               | 2. Qualifikationsrunde |
| 2020 2 | Schweden 2              | – 2                    |
| 2021 2 | Färöer 2                | – 2                    |
| 2022   | Bosnien und Herzegowina | Liga A                 |
| 2023   | Estland                 | Liga B                 |